# Rūta Meilutytė
Rūta Meilutytė (født 19. marts 1997 i Kaunas, Litauen) er en litauisk svømmer.
Ved Sommer-OL 2012 i London vandt hun guld på 100 meter bryst. I semifinalen satte hun ny europæisk rekord med tiden 1:05.21.